# Германус Брокманн
Германус Брокманн (нід. Hermanus Brockmann, 14 червня 1871 — 18 січня 1936) — нідерландський академічний веслувальник.
Олімпійський чемпіон 1900 року в складі розпашної двійки зі стерновим, срібний призер 1900 року в складі розпашної четвірки зі стерновим, бронзовий призер 1900 року в складі вісімки.